# سیبوترامین
سیبوترامین(به انگلیسی: Sibutramine) که با نام‌های تجاری ریداکتیل (به انگلیسی: Reductil) و مریدیا (به انگلیسی: Meridia) هم شناخته می‌شود، دارویی برای کاهش اشتها است. از سال ۲۰۱۰ میلادی استفاده از آن بعلت عوارض قلبی عروقی و افزایش موارد سکته مغزی در بیشتر کشورها ممنوع اعلام شده و از بازار جمع‌آوری گردیده است. 
سیبوترامین با مهار بازجذب نوراپی نفرین و سروتونین و به مقدار کمتر دوپامین در مغز، باعث کاهش اشتها می‌شود و از نظر ساختمانی با آمفتامینها شبیه است، اما مکانسیم اثر آن متفاوت می‌باشد.

## موارد استفاده
درمان چاقی شامل موارد کاهش وزن یا ثابت نگهداشتن وزن. این دارو باید همراه یک رژیم کم کالری استفاده شود.

## عوارض
سردرد و بیخوابی از عوارض شایع این دارو می‌باشند که به ترتیب در ۳۰ ٪ و ۱۱ ٪ موارد دیده می‌شوند. خشکی دهان (۱۷ ٪)، بی اشتهائی(۱۳ ٪) و یبوست(۱۲ ٪)گزارش شده‌است. عوارض قلبی عروقی شامل: تپش قلب، افزایش فشار خون و درد قفسه سینه دیده می‌شوند. عوارض دستگاه عصبی مرکزی شامل عصبانیت، اضطراب، افسردگی، خواب آلودگی و تحریک در مواردی موجود بوده‌است. عوارض گوارشی مثل افزایش اشتها (۹٪)، تهوع، درد شکمی، سوء هاضمه و ورم معده گاهی وجود دارند. عوارض عصبی عضلانی و اسکلتی:درد پشت، ضعف، درد مفاصل، درد عضلات، درد گردن و بی حسی اندامها دیده شده‌است. عوارض تنفسی آن شامل رینیت (التهاب مخاط بینی)، سینوزیت و سرفه هستند. از عوارض دیگر می‌توان به تستهای کبدی غیر طبیعی، نامنظمی قاعدگی، ضایعات پوستی، علائم شبیه آنفلوآنزا، تشنگی، واکنش‌های آلرژیک و عرق کردن زیاد را برشمرد.

## تداخلهای دارویی و منع مصرف
- مهارکننده‌های مونوآمین اکسیداز (MAO Inhibitor)، مثلاً ایزوکاربوکسازید، نباید همزمان با سیبوترامین بکار روند و از قطع مصرف آن‌ها تا شروع درمان با سیبوترامین باید حداقل دو هفته فاصله باشد.
- بولمیا و بی‌اشتهایی عصبی، افسردگی شدید و شیدایی موارد منع مصرف این دارو هستند.
- کسانی که یا اعتیاد به الکل و مواد مخدر دارند یا در معرض معتاد شدن به آن هستند.
- سن زیر ۱۸ یا بالای ۶۵ سال.
- فشارخون کنترل نشده.
- هیپرتانسیون ریوی.
- بیماری قلبی یا عروقی مغز.
- پرکاری تیروئید.
- آب سیاه چشم زاویه بسته.
- اختلالات تشنجی.
- بزرگ شدگی پروستات و/یا احتباس ادرار.
- فئوکروموسیتوما.
- بارداری و/یا شیردهی.
- ضد قارچهای آزول، کلاریترومایسین، دیکلوفناک، داکسی سایکلین، اریترومایسین و ایزونیازید می‌توانندغلظت سیبوترامین را افزایش دهند.
- مصرف همزمان بوسپیرون مشتقات ارگوت، دکسترومتورفان، لیتیم، فنتانیل، مپریدین، نفازودون(به انگلیسی: Nefazodone) و سوماتریپتان، می‌تواند باعث ایجاد سندرم سروتونین شود. مهارکننده‌های بازجذب سروتونین، تریپتوفان، ونلافاکسین، ترامادول، مصرف همزمان ترکیبات مشتق از هوفاریقون (علف چای) سطح سیبوترامین را کاهش می‌دهد.